# Referéndum de Hungría de 1989

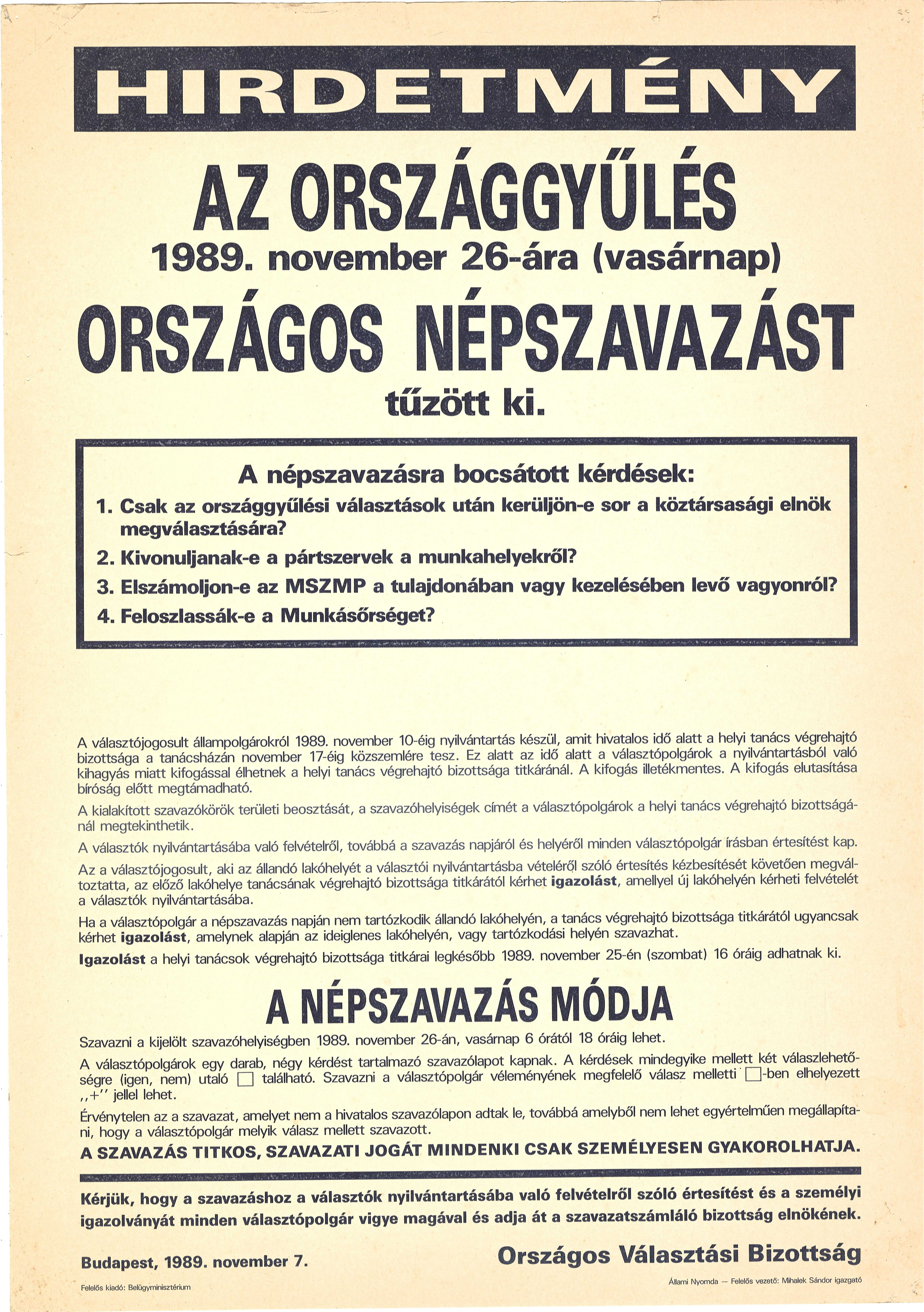
Cartel en la plaza pública anunciando el referéndum cuatripartito, (26 de noviembre de 1989).

En el ámbito de la transición política del régimen comunista de Hungría, se celebró un referéndum de cuatro preguntas el 26 de noviembre de 1989.
Se preguntó a los votantes si el presidente del país tendría que ser elegido después de las elecciones parlamentarias, si las organizaciones relacionadas con el Partido Socialista Obrero Húngaro deberían ser excluidas de los lugares de trabajo, si el partido debían dar cuenta de las propiedades que posee o administra, y si las Milicias Obreras tendría que ser disuelta. Las cuatro propuestas fueron aprobadas, la primera con un margen muy estrecho por el 50.1% de los votos y las tres restantes por el 95% de los votos. La participación electoral fue del 58.0%.

## Resultados

### "¿Debería el presidente ser elegido después de las elecciones parlamentarias?"
| Elección                           | Votos     | %    |
| ---------------------------------- | --------- | ---- |
| A favor                            | 2,145,023 | 50.1 |
| En contra                          | 2,138,619 | 49.9 |
| Votos inválidos/en blanco          | 242,630   | –    |
| Total                              | 4,526,602 | 100  |
| Votantes registrados/participación | 7,799,059 | 58.0 |
| Fuente: Nohlen & Stöver            |           |      |

### "¿Deberían prohibirse las organizaciones relacionadas con elPartido Socialista Obrero Húngaroen los lugares de trabajo?"
| Elección                           | Votos     | %    |
| ---------------------------------- | --------- | ---- |
| A favor                            | 4,088,383 | 95.1 |
| En contra                          | 208,474   | 4.9  |
| Votos inválidos/en blanco          | 229,412   | –    |
| Total                              | 4,526,602 | 100  |
| Votantes registrados/participación | 7,799,059 | 58.0 |
| Fuente: Nohlen & Stöver            |           |      |

### "¿Debería elPartido Socialista Obrero Húngarodar cuenta de sus propiedades o las gestionadas por él?"
| Elección                           | Votos     | %    |
| ---------------------------------- | --------- | ---- |
| A favor                            | 4,101,413 | 95.4 |
| En contra                          | 198,987   | 4.6  |
| Votos inválidos/en blanco          | 225,872   | –    |
| Total                              | 4,526,602 | 100  |
| Votantes registrados/participación | 7,799,059 | 58.0 |
| Fuente: Nohlen & Stöver            |           |      |

### "¿Deberían disolverse lasMilicias Obreras?"
| Elección                           | Votos     | %    |
| ---------------------------------- | --------- | ---- |
| A favor                            | 4,054,977 | 94.9 |
| En contra                          | 216,551   | 5.1  |
| Votos inválidos/en blanco          | 254,744   | –    |
| Total                              | 4,526,602 | 100  |
| Votantes registrados/participación | 7,799,059 | 58.0 |
| Fuente: Nohlen & Stöver            |           |      |